# Kollaboratives Schreiben

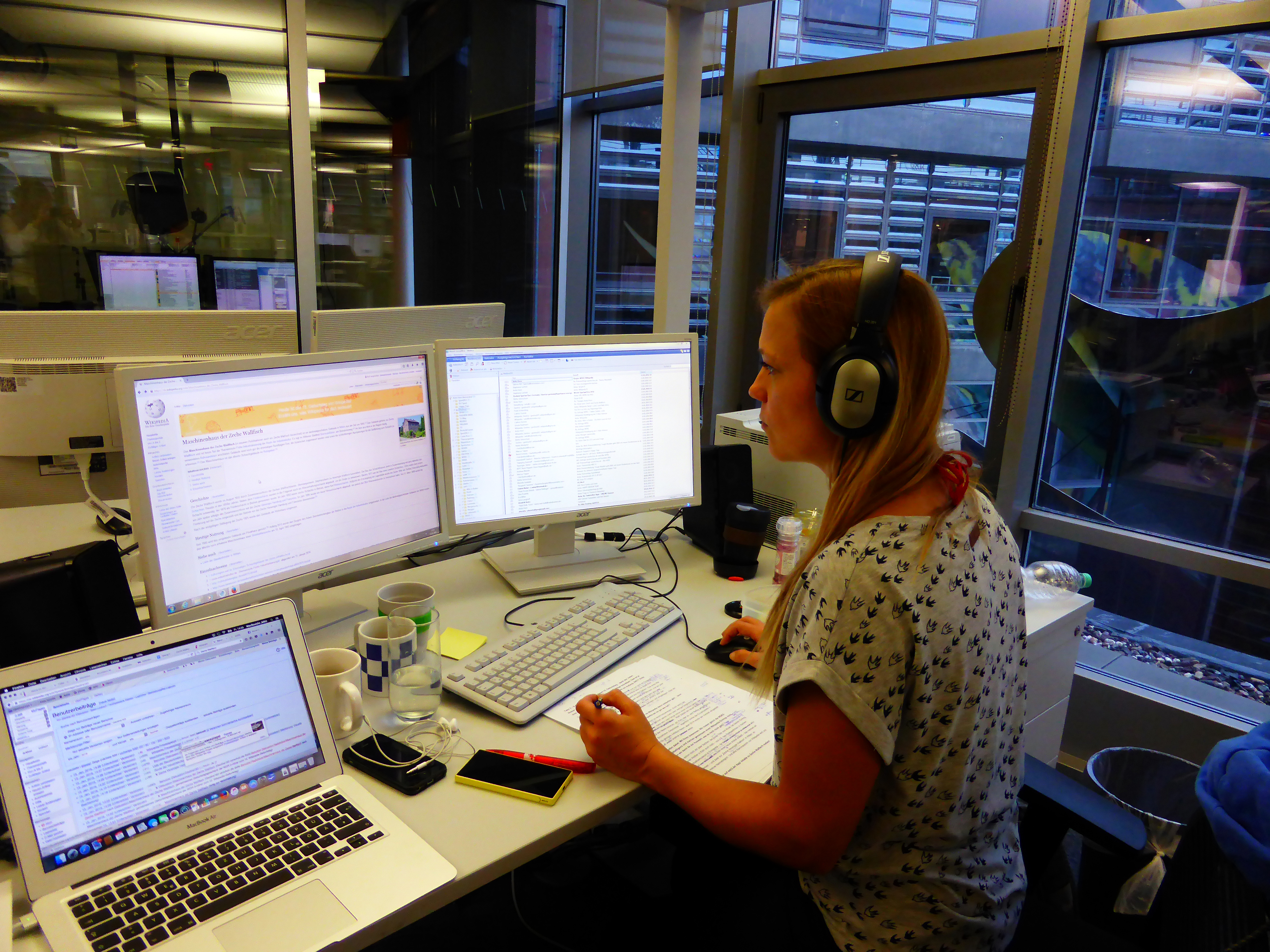
Von Radiohörern des WDR 2 gemeinsam erstellter Artikel „Maschinenhaus der Zeche Wallfisch“ zum 15. Geburtstag der Wikipedia (15. Januar 2016)

Kollaboratives Schreiben (von lateinisch co = „mit-“ und laborare = „arbeiten“) bezeichnet Projekte mit Mehrautorenschaft, bei denen mehrere Personen in Zusammenarbeit Texte erstellen (vergleiche Kollaboration). Hierarchische Projekte werden von einem Herausgeber überwacht, während andere Projekte ohne Hierarchien auskommen. So können auch sich untereinander nicht kennende Autoren zusammen an einem Text arbeiten, wie es beispielsweise in der freien Enzyklopädie Wikipedia geschieht.

## Idee
In einer kollaborativen Gemeinschaft verfügt jeder Mitwirkende über die gleichen Möglichkeiten, Text hinzuzufügen, zu bearbeiten oder zu entfernen (egalitärer Ansatz). Dabei können die Beteiligten durchaus unterschiedliche Schwerpunkte einbringen: Szenenbuch, Kreativität, Struktur, Wortgewandtheit, Ausdrucksfähigkeit, Rechtschreibung, Schnellschreiben, Recherche, Lektorat, Illustration, bei wissenschaftlicher Arbeit auch Quellendokumentation und Literaturliste, und vieles mehr. Der Prozess des Schreibens wird zu einer rekursiven Funktion, bei der jede Änderung des Textes weitere Änderungen von den Mitgliedern der kollaborativen Gemeinschaft nach sich zieht. Das kollaborative Schreiben setzt voraus, dass die Beteiligten einen regen Austausch und Diskurs führen und sich über die Zielsetzung ihres Textes im Klaren sind, auch wenn das ursprüngliche Ziel sich oft während der gemeinsamen Arbeit sich weiter entwickelt.
Kollaboratives Schreiben ermöglicht das gleichzeitige Bearbeiten eines Texts durch mehrere Teilnehmer. Hierfür bedarf es einer Software, die dies erleichtert. Die Beiträge der einzelnen Teilnehmer können gleichzeitig in Echtzeit erfolgen (etwa im Etherpad oder bei Google Docs) oder kurz nacheinander, in der Form eines Wikis. Wichtig ist dabei die Möglichkeit, die früheren Versionen des Texts zurückverfolgen zu können.

## Software-Lösungen
Es gibt mittlerweile eine Vielzahl von Programmen, mit denen man kollaborativ an Texten arbeiten kann. Bekannte Beispiele von Programmen, die Teilnehmende bei sich installieren und die über einen Server synchronisiert werden:
- Gobby: plattformübergreifendes Open-Source-Projekt, als freie Software freigegeben
- SubEthaEdit: freier Texteditor für macOS
- ACE: plattformunabhängiger, kollaborativer Java-Texteditor
- MoonEdit: grundlegende Funktionen kollaborativen Bearbeitens (Linux, Windows, FreeBSD)

Von diesen stand-alone-Programmen unterscheiden sich browser- oder web-basierte Programme, die keine lokale Installation erfordern. Hierzu gehören insbesondere Online-Textverarbeitungsprogramme wie Google Drive, Verbosus (LaTeX) oder Microsoft Office Live. Viele kleinere Firmen nutzen auch Online-Texteditoren wie Etherpad. Der im Zuge der NSA-Affäre in Deutschland entstandene Service DBook zeichnet sich durch eine strukturelle Fokussierung und eine verschlüsselte Speicherung der Inhalte aus.
Für spezialisierte Anwendungszwecke gibt es auch mittlerweile einige Versuche, kollaboratives Bearbeiten zu ermöglichen:
- GNU Screen gestattet mehreren Benutzern, ein Konsolenfenster zu teilen; allerdings muss auch der Cursor geteilt werden.
- Mind42 erlaubt das gemeinsame Editieren von Mind-Maps.
- Eclipse Communication Framework und Saros ermöglichen das kollaborative Programmieren in der Eclipse (IDE).
- Mozilla Bespin war ein früher experimenteller Prototyp eines kollaborativen Editors, insbesondere für das kollaborative Programmieren von Webseiten in PHP oder HTML.
- Instant Review for Visual Studio ermöglicht das kollaborative Programmieren in Echtzeit für Visual Studio.

## Didaktische Perspektive
Kooperatives oder kollaboratives Schreiben lässt sich auf verschiedene Weise an die Lehrplan-Vorgaben zum Beispiel des Faches Deutsch knüpfen, etwa bezüglich der Forderung der Bildungsstandards, für den Schreibprozess zu sensibilisieren oder adressatengerechtes Schreiben zu schulen.
Das kooperative Schreiben als Teilbereich des kooperativen Lernens ist im deutschdidaktischen Diskurs wie auch im allgemeindidaktischen ein vielbesprochenes Konzept. Gegenüber dem individuellen Lernen und frontalen Unterrichtsmethoden erweist sich das kooperative Lernen in Bezug auf Wissenserwerb, Lernzuwachs, Lernmotivation und Einstellung zum Fach als überlegen.
Kooperatives Schreiben, so hat Lehnen gezeigt, „[bringt] die individuellen Schreibfähigkeiten und -strategien der Beteiligten in besonderer Weise ans Licht“. Dies liege daran, dass die Bedingung der Kooperation zu der Notwendigkeit führten, Vorstellungen, Überlegungen, Schreibgewohnheiten und -strategien zu verbalisieren und dadurch in der Interaktion (und damit auch einer Erfassung) zugänglich zu machen. Die Reflexion der eigenen Vorgehensweise kann dazu beitragen, dass Schüler „ihren Schreibprozess effektiver ausüben und überwachen“. Sie lernten beim gemeinsamen Schreiben frühzeitig die Perspektive von Schreiber und Leser zu berücksichtigen.
Schreiben geübte Schreiber mit weniger geübten Schreibern gemeinsam, so kann dies vor allem bei den Schreibanfängern zu einer Erhöhung der Lese- und Rezeptionskompetenz sowie der Formulierungsfähigkeit führen. Geschieht die kooperative Textproduktion in einer medialen Umgebung, bestehen gute Voraussetzungen, dass die Beteiligten auch zu medialen Reflexionen angeregt werden.

## Relevante Patente und Patentanmeldungen
Wichtige Dokumente:
- IBM US Patentnummer 6192368: veröffentlicht Februar 2001[12]
- Microsoft US Patentnummer 6574674: veröffentlicht Juni 2003[13]
- ThoughtSlinger US Patentnummer 7249314: veröffentlicht Juli 2007[14]
- Sequoia US Patentnummer 7877460: veröffentlicht Januar 2011[15]
- smartwork solutions GmbH, EP Patent 2921970: veröffentlicht April 2017[16]